# Långsjön (Lerbäcks socken, Närke, 653254-145111)
Långsjön är en sjö i Askersunds kommun i Närke och ingår i Motala ströms huvudavrinningsområde.